# Explicació científica
Una explicació científica es una explicació d'un fenomen per mitjà d'una teoria científica. Una explicació satisfactòria d'un fenomen ha de poder explicar perquè es podia esperar aquest fenomen, i no un altre. Segons aquesta perspectiva, una explicació científica d'un fenomen F és una resposta a la pregunta «perquè s'ha esdevingut F?», o bé, segons alguns autors, «com s'ha esdevingut F?».
En general es pensa que les explicacions científiques estan molt lligades a les prediccions científiques. Així com les explicacions ens parlen de fenòmens que ja s'han esdevingut, les prediccions ho fan de fenòmens que encara no s'han esdevingut.
Hi ha diverses propostes sobre com cal entendre l'explicació científica. Per exemple: l'explicació com a argument, l'explicació causal, l'explicació teleològica o l'explicació inductivo-estadística.

## Motivació
Els objectius de la ciència moderna són descriure, explicar i predir el comportament del món. Però no és obvi en què consisteix cadascun d'aquests objectius. Tampoc resulta evident quina és la relació que hi ha entre l'explicació, la descripció i la predicció científiques. Com "explica" la ciència constitueix un dels problemes clàssics de la filosofia de la ciència de la segona meitat del segle xx. És la base de la discussió entre el realisme científic i l'anti-realisme. En particular, de l'instrumentalisme, que sosté que els models i teories científics no busquen representar aspectes de la realitat, sinó que són instruments de predicció.
Les més recents teories consideren que l'explicació és deductiva, tot i que les teories científiques habitualment entren en conflicte amb els seus supòsits. Karl Hempel i Paul Oppenheim (1948) van proposar el model d'explicació científica per cobertura legal. Les explicacions són arguments deductius, en els quals les premisses expliquen un fet (o una regularitat) descrit per la conclusió de l'argument. Segons Hempel i Oppenheim, una explicació científica es caracteritza per la "previsibilitat nòmica": amb un ”explanans” donat (és a dir, les premisses de l'argument), l'”explanandum” (la conclusió) és esperable o previsible. Si es tracta d'un argument deductiu, aquesta previsibilitat és una certesa absoluta. Més tard Hempel proposarà el model estadístic inductiu en el qual la previsibilitat consisteix en una "elevada probabilitat".
Una conseqüència de la "previsibilitat nòmica" és la tesi de simetria entre l'explicació i la predicció. Segons el model de cobertura legal, l'explicació i la predicció científiques són estructuralment idèntiques: només es distingeixen perquè en la primera el fet esperat ja ha passat, mentre que en el segon cas, el fet encara ha per succeir.
Els intents filosòfics contemporanis de dilucidar la noció d'explicació científica poden classificar-se en, almenys, tres grans enfocaments: l'epistèmic, l'òntic i el pragmàtic. En el primer, les explicacions són arguments. Aquest enfocament es remunta almenys a Aristòtil. El model de cobertura legal (Hempel) seria un exemple d'aquest enfocament. En el model òntic, una explicació consisteix a mostrar com el fet que es vol explicar s'ajusta a l'estructura causal del món (W. Salmon). Dintre d'aquest model es troben els models d'explicació científica que invoquen mecanismes (causals o no). En el model pragmàtic (Achinstein, Fraassen), les explicacions responen a preguntes de les quals el sentit està condicionat pel context pragmàtic en què es formula la pregunta.